# Seenotrettungsstation Hooksiel

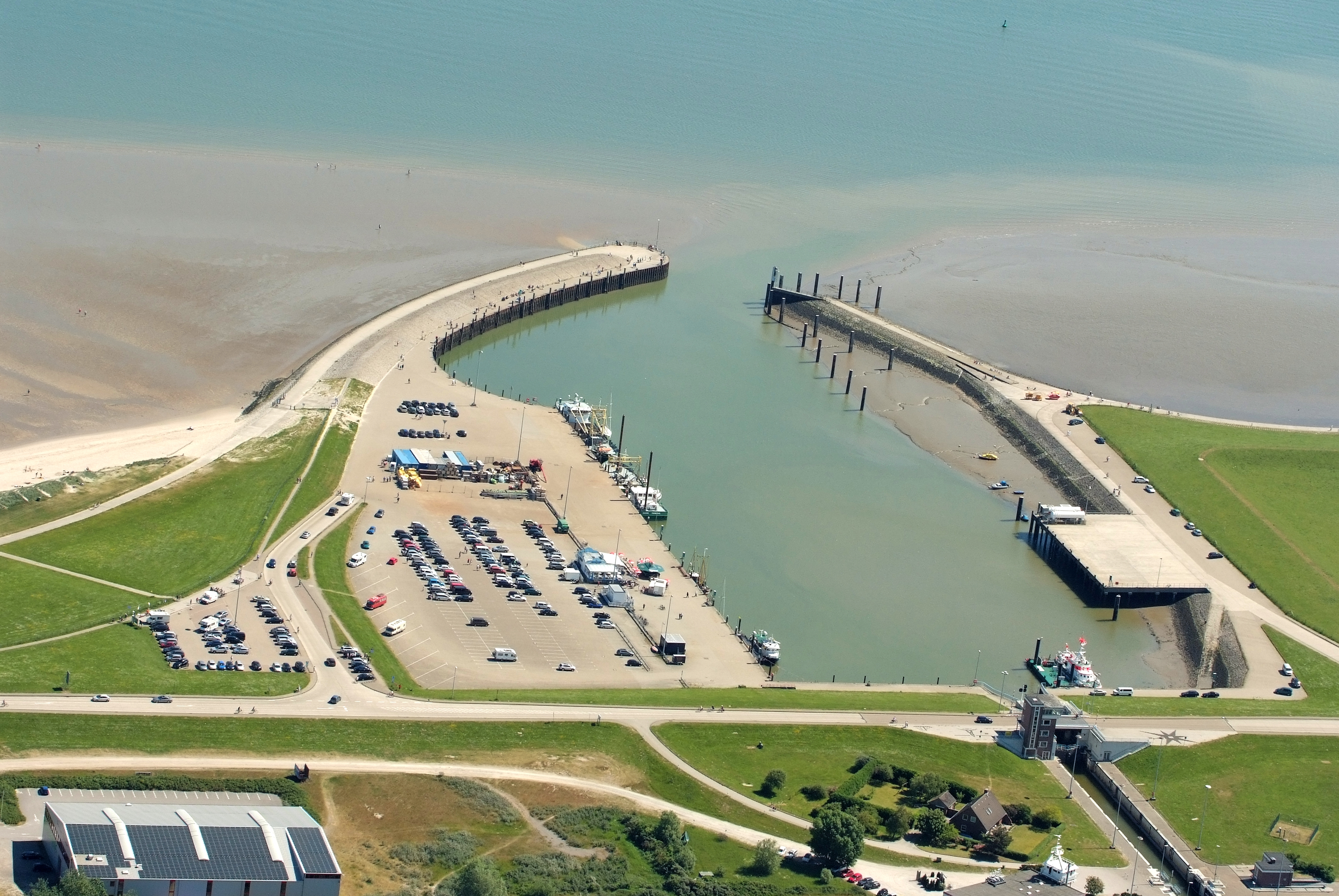
Hooksieler Außenhafen mit Rettungskreuzer seewärts der Sielschleuse

Die Seenotrettungsstation Hooksiel liegt heute außerhalb des Ortes am Außenhafen, der einen direkten Zugang zur Außenjade gewährleistet. Betreiber der Station ist die Deutsche Gesellschaft zur Rettung Schiffbrüchiger (DGzRS), die dort einen Seenotrettungskreuzer (SK) stationiert hat.

## Einsatzgebiet
Das Revier der Seenotretter erstreckt sich nach Süden bis zum Beginn des Jadebusens bei Wilhelmshaven. Nach Norden reicht es vorbei an den Inseln Mellum, Minsener Oog und Wangerooge bis weit in die Deutsche Bucht hinein. Dadurch erfolgt die Sicherung der Großschifffahrt zum Tiefwasserhafen Wilhelmshaven und dem JadeWeserPort sowie der Ausflugs- und Freizeitschifffahrt auf der Außenjade.
Bei größeren Einsätzen im Revier erfolgt die Unterstützung und Zusammenarbeit mit den Kollegen der Nachbarstationen: 
- Kreuzer der Seenotrettungsstation Bremerhaven
- Boot der Seenotrettungsstation Horumersiel
- Boot der Seenotrettungsstation Wilhelmshaven

## Aktuelle Rettungseinheit
Seit April 2018 versieht der Kreuzer BERNHARD GRUBEN den Dienst an der Station Hooksiel. SK 28 war bis Januar 2018 auf Norderney stationiert und erhielt zunächst eine Generalüberholung auf der Wilhelmshavener Jadewerft. Das sieben Meter lange Tochterboot in der Heckwanne trägt den Namen JOHANN FIDI.
Der Kreuzer war der vierte und letzte Neubau der 23,1-Meter-Klasse, der 1996 auf der Schweers-Werft in Bardenfleth gebaut worden war. Gegenüber der Vorgängerserie besitzen diese Kreuzer einen vollständig geschlossenen Hauptfahrstand und nicht mehr den offenen Steuerstand oben im Aufbau. Damit werden die Besatzung und die eingebaute Technik besser geschützt. Wie alle modernen Seenotrettungskreuzer sind sie als Selbstaufrichter konstruiert und können sich nach einer Kenterung wieder von selbst in die aufrechte Schwimmlage bringen. Mit zwei Dieselmotoren mit 2.700 PS Gesamtleistung erreicht das Schiff eine maximale Geschwindigkeit von 23 Knoten (43 km/h).

## Alarmierung
Wie sein Vorgänger wird der Seenotkreuzer durch eine fest angestellte Crew besetzt. Die rund um die Uhr einsatzbereiten vier Seenotretter leben permanent auf dem Kreuzer und werden alle zwei Wochen abgelöst. Insgesamt stehen neun hauptamtliche Kräfte zur Verfügung, die bei Bedarf von Freiwilligen unterstützt werden. Während der Dienstzeit wird laufend der Schiffsfunk mitgehört, um im Notfall sofort auslaufen zu können. Die Alarmierung erfolgt ansonsten durch die Zentrale der DGzRS in Bremen, wo die Seenotleitung Bremen (MRCC Bremen) ständig alle Alarmierungswege für die Seenotrettung überwacht.

## Geschichte

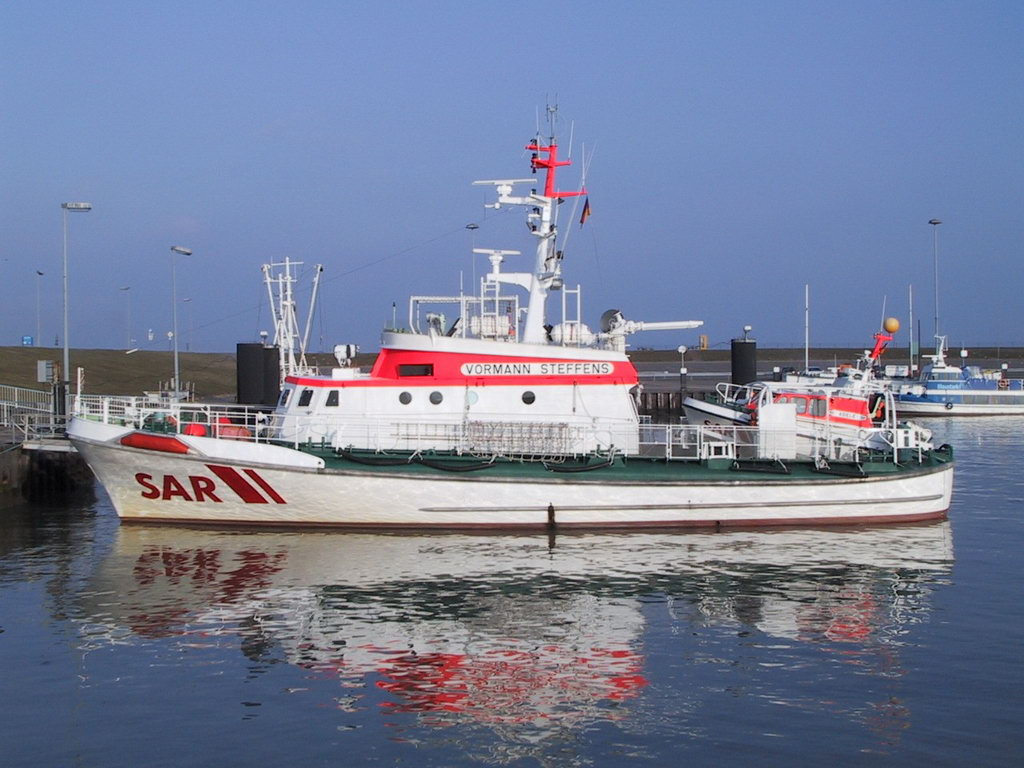
Der Vorgänger VORMANN STEFFENS

Mit dem Bau eines Rettungsschuppen am Siel erfolgte 1874 die Gründung der ersten Rettungsstation der DGzRS in Hooksiel. Ein Jahr später erfolgte die Lieferung des bestellten Ruderrettungsboots, das gerudert und gesegelt werden konnte. Das eiserne Francis-Rettungsboot besaß einen flachen Kiel und Behälter für Wasserballast. Bei einem Einsatz im Winter 1904 wurde das Boot schwer beschädigt und musste außer Dienst gestellt werden. Ein Reserveboot überbrückte die Zeit bis zur Lieferung des neuen 8,5-Meter-Normalrettungsboots im Juni.
Mit der aufkommenden Motorisierung der Rettungsflotte konnte der Aktionsradius der einzelnen Boote erweitert werden, wodurch die Dichte der Rettungsstationen verringert werden konnte. Als Folge wurde die Station 1930 aufgelöst und die Seenotrettung von Horumersiel und Wilhelmshaven aus organisiert. Das Gelände mit Schuppen und Boot wurde verkauft. An den ersten Rettungsschuppen erinnert eine Informationstafel am alten Sielhafen von Hooksiel, der heute rund vier Kilometer hinter der neuen Seeschleuse am Ende des Hooksieler Binnentiefs liegt.
Um die Außenjade schneller erreichen zu können, verlegte die DGzRS 1994 den Seenotrettungskreuzer VORMANN STEFFENS von Wilhelmshaven in den Hooksieler Außenhafen. Damit kam eine hauptamtliche Schiffsbesatzung zur Station, um im Revier der Außenjade die Seenotrettung zu gewährleisten.
Nach fast 30 Jahren im Einsatz wurde der Kreuzer der 27,5-Meter-Klasse 2018 außer Dienst gestellt, da er das Ende seiner technischen Ausrüstung erreicht hatte. Der Kreuzer KRS 19 konnte an die Hansestadt Rostock verkauft werden und wurde zu einem Feuerlöschboot umgebaut. Für den Ankauf und die Umrüstung des Schiffes zur ALBERT WEGENER hat die Stadt mehr als drei Millionen Euro investiert. Auch das Tochterboot ADELE fand eine neue Heimat und steht seit 2018 ‚unsinkbar‘ am Informationszentrum der DGzRS in der Nähe des Warnemünder Leuchtturms.

## Stationierte Rettungseinheiten
| Stationierung von Seenotkreuzern |                               |                               |                               |                               |                               |                               |                               |                               |
| Zeitraum                         | Schiffsname                   | Reg.-Nr.                      | Länge oder Klasse             | Anz. Motoren ges. Leistung    | Geschw.                       | vorige Station                | Verlegung nach oder Verbleib  |                               |
| 1994                             | Wiedereinrichtung der Station | Wiedereinrichtung der Station | Wiedereinrichtung der Station | Wiedereinrichtung der Station | Wiedereinrichtung der Station | Wiedereinrichtung der Station | Wiedereinrichtung der Station | Wiedereinrichtung der Station |
| 1994 → 2017                      | VORMANN STEFFENS              | KRS 19                        | 27,5-Meter-Klasse             | 3 → 3.292 PS                  | 23 kn                         | Wilhelmshaven                 | ausgemustert                  |                               |
| seit 2018                        | BERNHARD GRUBEN               | SK 28                         | 23-Meter-Klasse               | 2 → 2.700 PS                  | 23 kn                         | Norderney                     | auf Station                   |                               |

Quellen: